# Куюл (река, впадает в Пенжинскую губу, 48 км)
Куюл — река на северо-западе Камчатского края России.
Длина реки — 48 км. Протекает по территории Пенжинского района Камчатского края.
Название в переводе с коряк. — «бухта».

## Данные водного реестра
По данным государственного водного реестра России относится к Анадыро-Колымскому бассейновому округу.
Код водного объекта в государственном водном реестре — 19100000112120000053297.